# Kurt Helbig (Gewichtheber)
Kurt Helbig (* 28. Juni 1901 in Rödlitz; † 30. Januar 1975 in Plauen) war ein deutscher Gewichtheber und Olympiasieger 1928 im Leichtgewicht.

## Leben

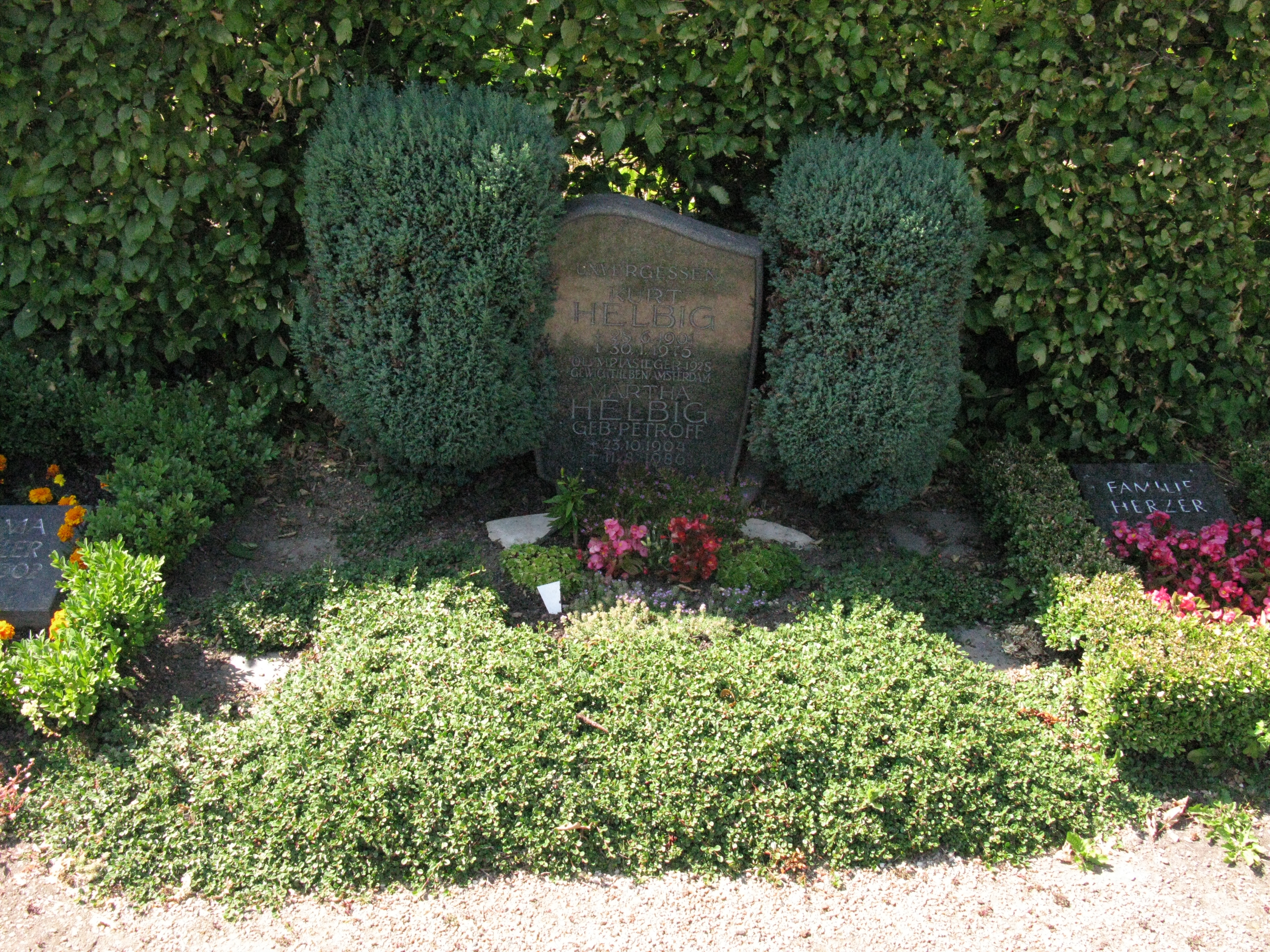
Das Grab von Kurt Helbig auf dem Plauener Friedhof I

Kurt Helbig wuchs in Plauen im Vogtland auf, betrieb als Jugendlicher Boxen, Rasenkraftsport und Gewichtheben, verlegte sich aber bald ganz auf das Gewichtheben. Er war gelernter Fleischer, aber lange Jahre arbeitslos. Trotzdem steigerte er seine Leistungen so enorm, dass er 1928 bei den Olympischen Sommerspielen in Amsterdam Olympiasieger wurde. Nach seiner Rückkehr wurde sein Olympiasieg in Plauen enthusiastisch gefeiert und er erhielt vom Stadtrat ein Geschenk von 100 Reichsmark überreicht. Dieser Betrag wurde ihm aber anschließend von seiner Arbeitslosenunterstützung wieder abgezogen. Auch 1932 ging man mit ihm nicht zimperlich um. Obwohl er die Olympiaausscheidung gewonnen hatte und erneut ein Medaillenkandidat bei den Olympischen Spielen 1932 in Los Angeles war, wurde er nicht entsandt, weil kein Geld für die Reisekosten vorhanden war. Verärgert beendete er daraufhin seine Laufbahn.
Nach ihm wurde die Kurt-Helbig-Halle und der Kurt-Helbig-Platz in Plauen benannt.
Nach seinem Tod 1975 wurde er auf dem Friedhof I in Plauen beigesetzt. Sein Grab steht heute unter Denkmalschutz. Die Meldung seines Todes in der Zeitung Neues Deutschland am 5. Februar 1975 vermerkt, er sei Gründungsmitglied des NOK der DDR gewesen.

## Sportliche Erfolge

### Internationale Erfolge
(OS = Olympische Spiele, WM = Weltmeisterschaften EM = Europameisterschaften, OD = olympischer Dreikampf, bestehend aus beidarmigen Drücken, Reißen und Stoßen, FK = Fünfkampf, bestehend aus OD und einarmigen Reißen und Stoßen, Le = Leichtgewicht, Mi = Mittelgewicht)
- 1928 Goldmedaille, OS in Amsterdam, OD, Le, mit 322,5 kg (90-97,5-135), gemeinsam mit Hans Haas, Österreich, 322,5 (90.0, 97.5, 135.0) kg und vor Arnout, Frankreich, 302,5 (85.0, 97.5, 120.0) kg;
- 1929 3. Platz, EM in Wien, OD, Le, mit 287,5 kg (80-92,5-115), hinter Robert Fein, Österreich, 310 (95.0, 95.0, 120.0) kg und Eugen Jordan, Deutschland, 292,5 (82.5, 87.5, 122.5) kg;
- 1930 1. Platz, EM in München, OD, Mi, mit 337,5 kg (92,5-105-140), vor Galimberti, Italien, 322,5 (102.5, 97.5, 122.5) kg und Hipfinger, Österreich, 305 (80.0, 92.5, 132.5) kg;
- 1931 2. Platz, EM in Luxemburg, OD, Le, mit 302,5 kg (82,5-95-125), hinter Haas, 317,5 (90.0, 97.5, 130.0) kg. vor Youssef, Ägypten, 300.0 (90.0, 92.5, 117.5)

### Erfolge bei deutschen Meisterschaften
- 1925 2. Platz mit 452,5 kg, FK, Le, hinter Willi Reinfrank, Mannheim, 465 kg;
- 1926 3. Platz mit 445 kg, FK, Le, hinter Reinfrank 455 kg und Hans Haas, Wien, 452,5 kg;
- 1927 2. Platz mit 200 kg, OD, Le, hinter Reinfrank, 305 kg;
- 1928 1. Platz mit 330 kg, OD, Le, vor Stephan, Magdeburg, 285 kg;
- 1929 2. Platz mit 432,5 kg, FK, Le, hinter Jordan, Cannstatt, 437,5 kg;
- 1930 1. Platz mit 325 kg, OD, Mi, vor Rudolf Ismayr, München, 312,5 kg;
- 1931 1. Platz mit 300 kg, OD, Le, vor Murawski, Dortmund, 287,5 kg;
- 1932 1. Platz mit 297,5 kg, OD, Le, vor Franz Thiersch, Erfurt, 295 kg.

### Weltrekorde
im beidarmigen Reißen
- 1925 in Koblenz 105 kg Le

im beidarmigen Stoßen
- 1925 in Plauen 124,5 kg Le
- 1928 in Amsterdam 135 kg Le

im olympischen Dreikampf
- 1928 in Plauen 312,5 kg  Le
- 1928 in Plauen 325 kg Le
- 1928 in Koblenz 330 kg Le

## Trivia
Kurt Helbig schenkte 1959 ein Paar seiner Sportschuhe einem jungen Nachwuchssportler seiner Heimatstadt Plauen. Diese Schuhe sind seit September 2007 als Dauerleihgabe beim Sportverein SV04 Oberlosa, welcher die Plauener Kurt-Helbig-Sporthalle betreibt.